# Georg Johann II. (Pfalz-Lützelstein)
Georg Johann II. von Pfalz-Lützelstein-Guttenberg (* 24. Juni 1586 in Lützelstein; † 29. September 1654) war Pfalzgraf von Guttenberg und seit 1611 auch Pfalzgraf von Lützelstein.

## Leben
Georg Johann war der vierte Sohn des Pfalzgrafen Georg Johann I. von Veldenz (1543–1592) aus dessen Ehe mit Anna Maria (1545–1610), Tochter des Königs Gustav I. Wasa von Schweden.
Georg Johann folgte seinem Vater 1592 nach einer Erbteilung gemeinsam mit seinem Bruder Ludwig Philipp in der Herrschaft Guttenberg. Seine älteren Brüder Georg Gustav und Johann August erhielten Veldenz beziehungsweise Lützelstein. Zunächst stand Georg Johann unter Vormundschaft seiner Mutter und seines ältesten Bruders Georg Gustav. Nachdem sein Bruder Ludwig Philipp 1601 bei einem Turnier in Heidelberg getötet wurde, herrschte Georg Johann II. allein über Guttenberg.
Nach dem Tod seines älteren Bruders Johann August 1611 übernahm Georg Johann II. zusätzlich die Grafschaft Lützelstein.
Mit Georg Johann erloschen die pfälzischen Linien Guttenberg und Lützelstein wieder, die Territorien fielen an Georg Johanns Neffen Leopold Ludwig. Georg Johann II. ist in Lützelstein bestattet.

## Ehe und Nachkommen
Georg Johann II. vermählte sich 1613 in Neuburg mit Susanna (1591–1661), Tochter des Pfalzgrafen und Herzogs Otto Heinrich von Sulzbach, mit der er folgende Kinder hatte:
- Georg Otto (1614–1635)
- Anna Maria (*/† 1616)
- Johann Friedrich (1617–1618)
- Philipp Ludwig (1619–1620)

Pfalzgräfin Susanna lebte wegen eines Ehedissenses seit dem Tod ihres ersten und einzig verbliebenen Kindes Georg Otto 1635 im Schloss zu Nürtingen. Dieses Recht hatte sie sich mit Hilfe des Kaisers erkämpft. Der im Herzogtum Württemberg regierende Herzog Eberhard III. machte ihr das Bleiberecht jedoch streitig, sodass sie im März 1639 Nürtingen verlassen musste und erst 1649 das dortige Schloss wieder beziehen konnte. Sie verstarb dort im Jahre 1661.